# Paralelo 74 N
O Paralelo 74 N é um paralelo no 74° grau a norte do plano equatorial terrestre.

## Dimensões
Conforme o sistema geodésico WGS 84, no nível de latitude 74° N, um grau de longitude equivale a 32,65 km; a extensão total do paralelo é portanto 11.080 km, cerca de 27,65 % da extensão do Equador, da qual esse paralelo dista 8.215 km, distando 1.787 km do polo norte.

## Cruzamentos
A partir do Meridiano de Greenwich, seguindo para o leste, esse paralelo 74° passa por:
| País, território ou mar | Notas                                                       |
| ----------------------- | ----------------------------------------------------------- |
| Oceano Ártico           | Mar da Groenlândia Mar da Noruega Mar de Barents            |
| Rússia                  | Ilha Severny do arquipélago Nova Zembla                     |
| Oceano Ártico           | Mar de Kara                                                 |
| Rússia                  | Ilha Rastorguyev                                            |
| Oceano Ártico           | Golfo de Pyasino, Mar de Kara                               |
| Rússia                  | Península de Taimir, passa pelo Lago Taymyr                 |
| Oceano Ártico           | Mar de Laptev                                               |
| Rússia                  | Ilha Stolbovoy                                              |
| Oceano Ártico           | Mar de Laptev                                               |
| Rússia                  | Ilha Pequeno Lyakhovsky                                     |
| Oceano Ártico           | Mar Siberiano Oriental Mar de Beaufort                      |
| Canadá                  | Ilha Banks, Northwest Territories                           |
| Oceano Ártico           | Viscount Melville Sound                                     |
| Canadá                  | Ilha Russell, Nunavut                                       |
| Canal de Parry          |                                                             |
| Canadá                  | Ilha Somerset, Nunavut                                      |
| Canal de Parry          |                                                             |
| Canadá                  | Port Leopold, Ilha Prince Leopold Ie Baía de Elwin, Nunavut |
| Estreito de Lancaster   |                                                             |
| Baía de Baffin          |                                                             |
| Gronelândia             | norte                                                       |
| Oceano Ártico           | Mar da Groenlândia                                          |